# Flavio Celere
Flavio Celere (latino: Flavius Celer; fl. 503–518) fu un politico e un generale dell'Impero romano d'Oriente sotto l'imperatore Anastasio I.

## Biografia
Nato nell'Illiria, Celere era un aristocratico educato, un cristiano trinitario devoto e un generale coraggioso. Fu magister officiorum dal 503 al 518, sotto l'imperatore Anastasio I.
Nel 503 l'impero era in guerra contro i Sasanidi, sul fronte orientale; il disaccordo tra i comandanti romani era talmente acceso che il buon esito delle operazioni era in pericolo. Anastasio decise allora di rimpiazzare i comandanti con due nuovi generali, il magister militum Areobindo Dagalaifo Areobindo e Celere. Dopo aver fatto svernare le truppe in diversi accampamenti invernali, nella primavera del 504 ricostituì il proprio esercito e, attraversando Resaena, raggiunse Patricio che stava assediando la fortezza frontaliera di Amida.
Lasciando al solo Patricio l'assedio della città, Celere invase il territorio nemico attaccando Callinicum, devastando il territorio, facendo bottino e schiavi (ordinò che solo donne e bambini fossero catturati), penetrando in Arzanene e recuperando diverse città romane cadute in mano nemica. Verso la fine del 504 iniziò presso Amida le trattative con i Persiani, che si conclusero con una pace provvisoria, secondo la quale i Romani permisero agli assediati nella città di abbandonarla.
Dopo aver passato l'inverno 504/505 al di qua dell'Eufrate ed essere tornato a Costantinopoli dall'imperatore, Celere si recò ad Apamea durante l'estate, e qui ordinò che alcuni capi arabi, che avevano effettuato incursioni in territorio sasanide, fossero messi a morte. Dietro pagamento della somma di 1.100 libbre di oro, Celere riscattò Amida dai Persiani.
Durante l'inverno 505/506 fece costruire le mura difensive di Europos, mentre, all'arrivo della primavera, si recò ad Edessa, dove attese l'arrivo dei negoziatori persiani per cinque mesi; nel settembre di quell'anno dovette lasciare la città a causa degli scontri tra la popolazione e le sue truppe. Si portò allora a Dura dove, dopo una contrattazione segnata dalla scoperta del tradimento persiano, Celere firmò una pace di sette anni con i nemici dell'impero e tornò ad Edessa in novembre.
Nel 508 resse il consolato. Nel 511 fu coinvolto nelle lotte religiose: l'imperatore intendeva deporre il patriarca di Costantinopoli Macedonio II e, con l'aiuto di Celere, cercò di convincerlo a sottoscrivere un documento che condannava il concilio di Efeso e di Calcedonia, in modo da alienarsi il sostegno dei calcedoniani. Fu lui ad assicurarsi che il patriarca di Antiochia Severo e i monaci miafisiti che lo accompagnavano tornassero incolumi in Siria. Sempre con Severo scambiò alcune lettere allo scopo di organizzare un concilio ad Eraclea nel 515, senza successo.
Nel 513/514 inviò probabilmente degli agenti con delle casse d'oro per riscattare Ipazio, nipote dell'imperatore e generale imperiale catturato dai nemici Goti, ma i suoi uomini furono intercettati dal comandante goto Vitaliano.
La notte dell'8 luglio 518, Anastasio morì senza lasciare eredi; gli ufficiali di corte convocarono Celere, che comandava la schola palatina, una sorta di guardia nobile con compiti cerimoniali, e Giustino, comandante della guardia di palazzo: fu quest'ultimo a salire al trono, il 9 luglio. Celere, che era ancora magister officiorum, fu sostituito dopo poco tempo. Nel 519 era ancora vivo, se papa Ormisda scrisse a lui e a Patricio per chiedere loro di intercedere a favore dei legati papali giunti a Costantinopoli per discutere alcune dispute teologiche con la Chiesa orientale.
Probabilmente morì dopo essere caduto in disgrazia.